# Les Abeilles (entreprise)
 (août 2024).
Si vous disposez d'ouvrages ou d'articles de référence ou si vous connaissez des sites web de qualité traitant du thème abordé ici, merci de compléter l'article en donnant les références utiles à sa vérifiabilité et en les liant à la section « Notes et références ».
Pour les articles homonymes, voir Abeille (homonymie).
Les Abeilles (ou Les Abeilles International), société fondée au Havre en 1864, est un armateur français spécialisé dans le remorquage. C’est une division du groupe Bourbon jusqu’en septembre 2020, date à laquelle la société est rachetée par le groupe Econocom. La société est cédée au groupe Boluda en juin 2024, et est désormais propriété de Boluda Towage France,.
L’entreprise est spécialisée dans l’assistance aux navires, le renflouement de navires et la lutte antipollution. L’essentiel de son activité consiste en l’activité de protection du littoral français au moyen de remorqueurs de haute mer et d’unités spécialisées en dépollution, affrétés par la Marine nationale.
La société est membre de l’International Salvage Union (ISU), qui regroupe les sociétés spécialisées dans le sauvetage et l’assistance en mer.
Elle est notamment intervenue lors des naufrages de l’Erika, du Ievoli Sun et du TK Bremen. Elle compte environ 170 salariés (en 2024).

## Historique
La compagnie de remorquage Les Abeilles est fondée au Havre en 1864. Elle est dirigée par François Xavier Lapersonne jusqu’en 1872. Son premier remorqueur, l’Abeille, est construit en 1865 et armé en 1866.
En 1926, les activités de la compagnie s’étendent au port de Nantes, puis de Cherbourg en 1930.
En 1976, la société Les Abeilles signe un contrat avec la Marine nationale pour la fourniture d’un service de remorquage de haute mer destiné à la protection du littoral français. Ses missions sont la prévention des échouements, l’assistance et le sauvetage des navires en détresse ainsi que le combat des risques de pollution. La filiale Les Abeilles International, dédiée au sauvetage maritime, est créée.[à vérifier]
En 1996, la société est acquise par le groupe Bourbon,, spécialiste des services maritimes à l’offshore pétrolier.

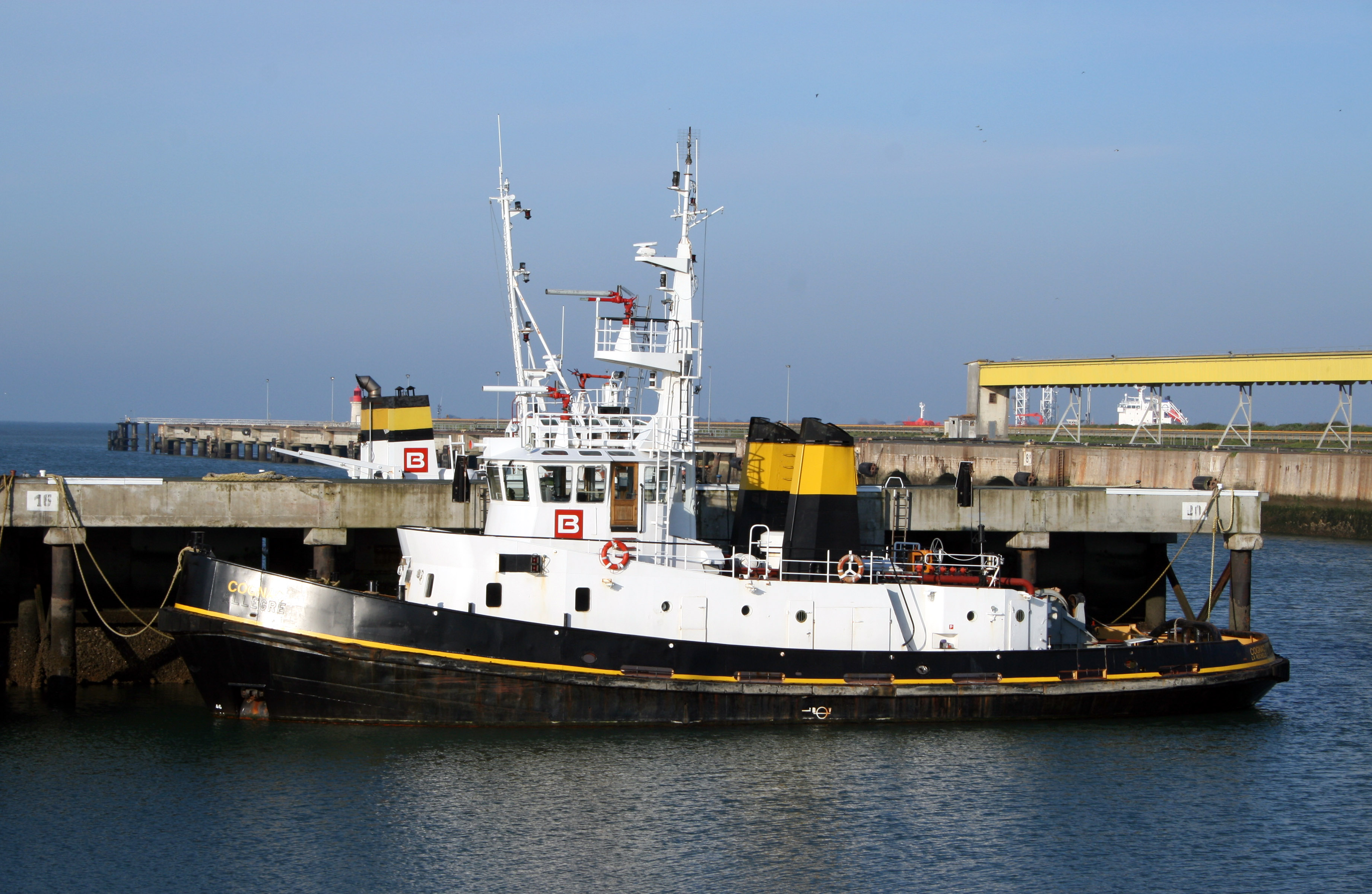
Le remorqueur portuaire Abeille Cognac au port de La Pallice, La Rochelle, en 2007.

Fin 2007, l’activité de remorquage portuaire est vendue à la société espagnole Boluda Corporación Marítima,, et est renommée Boluda France.
En septembre 2020, le groupe Bourbon vend Les Abeilles (ex International) au groupe Econocom.
En juin 2024, le groupe Boluda, acteur international du remorquage, acquiert la société et la rattache à Boluda France, laquelle est renommée Boluda Towage France en février 2025.

## Flotte actuelle
En 2025, la flotte est constituée de :
- Quatre remorqueurs d’intervention, d’assistance et de sauvetage (RIAS) :
  - L’Abeille Bourbon, rebaptisé Abeille Bretagne, basé à Brest ;
  - L’Abeille Liberté, basé à Cherbourg ;
  - L’Abeille Méditerranée, basé à Toulon ;
  - L’Abeille Normandie, basé à  Boulogne-sur-Mer.

- Un bâtiment de soutien, d’assistance et de dépollution (BSAD) : le Jason, basé à Toulon.

- Un remorqueur de manutention d’ancre (AHTS) : l’Abeille Horizon.

## Navires retirés

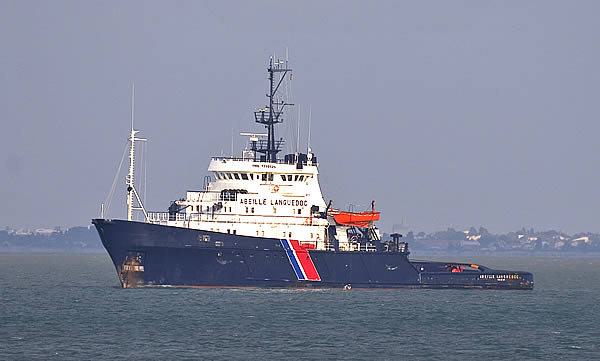
Le remorqueur de haute mer Abeille Languedoc au port de La Pallice, La Rochelle.

Deux remorqueurs d’intervention, d’assistance et de sauvetage (RIAS) :
- L’Abeille Flandre ;
- L’Abeille Languedoc.

## Interventions notables des Abeilles
- Le pétrolier Tanio, en 1980 (Abeille Languedoc et Abeille Flandre)
- Le ferry Prince of Brittany, en 1982  (Abeille Languedoc)
- Le pétrolier Erika, en 1999 (Abeille Flandre)
- Le chimiquier Ievoli Sun, en 2000 (Abeille Flandre et Abeille Languedoc)
- Le porte-conteneurs-roulier Rokia Delmas, en 2006 (Abeille Bourbon)
- Le porte-conteneurs MSC Napoli, en 2007 (Abeille Bourbon et Abeille Liberté)
- Le cargo Ice Prince, en 2008 (Abeille Liberté)
- Le pétrolier YM Uranus, en 2010 (Abeille Bourbon)
- Le roulier Modern Express, en 2016 (Abeille Bourbon)
- Le cargo Britannica Hav, en 2018 (Abeille Liberté)
- Le roulier Ulysse et le porte-conteneurs CSL Virginia, en 2018 (Abeille Flandre et Jason)
- Le porte-conteneurs-roulier Grande America, en 2019 (Abeille Bourbon)
- Le pétrolier Larus au large de Pleneuf Val André en baie de St Brieuc en décembre 2024 (Abeille Bourbon)